# Württembergs regenter
Dette er en liste over regenter i den tyske stat Württemberg, frem til det regerende dynasti blev afsat i 1918.

## Grever af Württemberg til 1495
- Konrad 1. 1089-1122 (Antaget)
- Konrad 2. 1110-1143 (Antaget)

- Ludvig 1 1143-1158
- Ludvig 2. 1166-1181
- Hartmann 1194-1240
- Ludvig 3. 1194-1226
- Ulrich 1. 1241-1265
- Ulrich 2. 1265-1279
- Eberhard 1. 1279-1325
- Ulrich 3. 1325-1344
- samregenter:
  - Eberhard 2 1344-1392 (regerede alene fra 1362)
  - Ulrich 4 1344-1362
- Eberhard 3. 1392-1417
- Eberhard 4. 1417-1419
- Ludwig 1. 1419-1450
- Ulrich 5. 1419-1442

Ved Nürtingen-traktaten blev grevskabet Württemberg delt i to separate linjer. Württemberg-Stuttgart med hovedstaden Stuttgart og Württemberg-Urach med hovedstaden Urach.

### Württemberg-Stuttgart-linjen
- Ulrich 5. 1442-1480
- Eberhard 6. 1480-1482, senere hertug Eberhard 2.

### Württemberg-Urach-linjen
- Ludvig 1. 1442-1450
- Ludvig 2. 1450-1457
- Eberhard 1. 1457-1495

Ved Münsingen-traktaten blev to ulige linjer genforenet under Eberhard 2. 1482. Eberhard fik hertugtitlen i 1495.

## Hertuger af Württemberg 1495-1803
- Eberhard 1. 1495-1496
- Eberhard 2. 1496-1498
- Ulrich 1. 1498-1519
- Württemberg besat af Østerig 1519-1534
- Ulrich 1. (genindsat) 1534-1550
- Christoph 1550-1568
- Ludvig 1568-1593
- Friedrich 1. (hertug) 1593-1608
- Johan Friedrich 1608-1628
- Eberhard 3. 1628-1674
- Vilhelm Ludvig 1674-1677
- Eberhard Ludvig 1677-1733
- Karl 1. Alexander 1733-1737
- Karl 2. Eugen 1737-1793
- Ludvig Eugen 1793-1795
- Friedrich 2. Eugen 1795-1797
- Friedrich 3. 1797-1803

I 1803 blev hertugen af Württemberg gjort til kurfyrste af det hellige romerske rige. I 1806 blev imperiet opløst, og kurfyrsten af Württemberg blev en uafhængig monark med titlen "konge".

## Kurfyrster af Württemberg 1803-1806
- Friedrich 1. 1803-1806

## Konger
| Billede | Konge                                                                                                   | Regent periode |
|         | Friedrich 1. af Württemberg Født 6. november 1754 Død 30. oktober 1816                                  | 1806-1816      |
|         | Wilhelm 1. af Württemberg Født 27. september 1781 i Lüben Død 25. juni 1864                             | 1816-1864      |
|         | Karl 1. af Württemberg Født 6. marts 1823 i Stuttgart Død 6. oktober 1891 samme sted                    | 1864-1891      |
|         | Wilhelm 2. af Württemberg Født 25. februar 1847 i Stuttgart Død 2. oktober 1921 i Bebenhausen, Tyskland | 1891-1918      |

## Overhoveder for huset Württemberg siden 1918
- Kong Wilhelm 2. 1918-1921
- Hertug Albrecht 1921-1939
- Hertug Philipp Albrecht 1939-1975
- Hertug Carl 1975-